# Parapetrolisthes
Parapetrolisthes is een geslacht van kreeftachtigen uit de klasse van de Malacostraca (hogere kreeftachtigen).

## Soort
- Parapetrolisthes tortugensis (Glassell, 1945)